# Вигулс, Арвис
Арвис Вигулс (латыш. Arvis Viguls; род. 23 ноября 1987, Екабпилс) — латвийский поэт и переводчик.
Окончил школу в Екабпилсе, учился в Латвийской академии культуры (латвийско-испанские культурные связи) и Латвийской академии художеств (искусствоведение), но оба раза бросил учёбу на втором курсе. Учился в мастер-классе Мариса Салейса в Литературной академии Союза писателей Латвии, дебютировал в печати в 2006 году.
Выпустил книгу стихов «Комната» (латыш. Istaba; 2009), за которую получил премию латвийских Дней поэзии (2009) и Латвийскую премию года по литературе (2010) в номинации «Лучший дебют». Далее последовали стихотворные сборники «5:00» (2012, премия Анны Дагда) и «Книга» (латыш. Grāmata; 2018, издательский проект текст-группы «Орбита»; премия имени Оярса Вациетиса). По мнению поэта и критика Раймонда Киркиса, всё это время «в центре поэзии Вигулса был внутренне аристократичный персонаж, чьё благородство не было официальным, изысканность не была лицемерной, открытость и сладостратие превышали социальную норму». Сборники стихов Вигулса вышли также отдельными изданиями в переводах на испанский, хорватский, немецкий языки; на русский язык Вигулса переводили Сергей Тимофеев и Александр Заполь.
Как переводчик поэзии дебютировал в 2009 году, приняв участие в работе над томом избранных стихотворений Иосифа Бродского для издательства Neputns. В дальнейшем также переводил современную русскую поэзию, в том числе Александра Макарова-Кроткова, Дмитрия Кузьмина, Галину Рымбу, русских поэтов Латвии Сергея Тимофеева, Семёна Ханина, Артура Пунте, Елену Глазову, Дмитрия Сумарокова. Много работал также с южнославянской поэзией, в том числе со стихами Данило Киша, Ивана Лалича, Васко Попы, Александра Ристовича. С английского переводил Уолта Уитмена, Уильяма Батлера Йейтса, Теда Хьюза, Марка Стрэнда; в 2019 году выпустил латышский перевод романа Ричарда Бротигана «Ловля форели в Америке», получив за эту работу премию имени Дзинтарса Содумса.
Участник многочисленных поэтических фестивалей, в том числе Биеннале поэтов в Москве (2009), Фестиваля имени Михася Стрельцова в Минске (2014), хорватского фестиваля «Горанова весна» (2016), литературного биеннале «Космополис» в Барселоне и Средиземноморского поэтического фестиваля на Мальте (2017), рижского международного фестиваля «Поэзия без границ» (2018).
Жена — Иева Виесе-Вигула (род. 1987), внучка писательницы и литературоведа Саулцерите Виесе.